# (3236) Strand
(3236) Strand (1982 BH1) ist ein ungefähr fünf Kilometer großer Asteroid des inneren Hauptgürtels, der am 24. Januar 1982 vom US-amerikanischen Astronomen Edward L. G. Bowell am Lowell-Observatorium, Anderson Mesa Station (Anderson Mesa) in der Nähe von Flagstaff, Arizona (IAU-Code 688) entdeckt wurde.

## Benennung
(3236) Strand wurde nach dem dänischen Astronomen Kaj Aage Gunnar Strand (1907–2000) benannt, der wissenschaftlicher Direktor des United States Naval Observatory (IAU-Code 689) war. Er ist bekannt für seine Fortschritte in der fotografischen Astrometrie bei der Beobachtung von Doppelsternen. Er war verantwortlich für den Bau und die ersten Beobachtungen des 1,55 Meter-Reflektors des United States Naval Observatory und der dazugehörigen halbautomatischen Messmaschine.